# Psittacara finschi
Psittacara finschi е вид птица от семейство Папагалови (Psittacidae).

## Разпространение
Видът е разпространен в Коста Рика, Никарагуа и Панама.